# FC 바르셀로나 페메니
FC 바르셀로나 페메니(스페인어: FC Barcelona Femení)는 스페인 카탈루냐 지방의 바르셀로나를 연고로 하는 여자 축구 클럽이다. 현재 스페인의 최상위 여자 축구 리그인 리가 F에 소속되어 있다.

## 역사
1988년에 FC 바르셀로나의 후원으로 클루브 페메니 바르셀로나(Club Femení Barcelona)는 리가 나시오날 페메니나(Liga Nacional Femenina)의 리그 창단 멤버로 설립되었다. 1994년에는 코파 데 라 레이나 우승을, 1992년과 1994년에는 프리메라 디비시온 페메니나 준우승을 하며 1990년대 초까지 성공적인 커리어를 이어나갔으나 얼마 지나지 않아서 쇠퇴하고 만다.
2001년에 기존의 리그가 수페르리가로 개편되었고 이에 맞춰 CF 바르셀로나는 공식적으로 FC 바르셀로나 산하 여성팀으로 병합되었지만 기존 CF 바르셀로나의 1부 리그 기록을 새 팀의 기록으로 인정받지 못해 2부 리그인 세군다 디비시온 페메니나에 참가하게 된다. 2004년에는 세군다 디비시온 페메니나에서 우승을 차지하면서 프리메라 디비시온 페메니나로 승격되었지만 2007년에 리그 최하위를 기록하면서 세군다 디비시온 페메니나로 강등되고 만다.
2008년에는 세군다 디비시온 페메니나에서 우승을 차지하면서 프리메라 디비시온 페메니나로 다시 승격되었고 2011년에는 에스파뇰과의 코파 데 라 레이나 결승전에서 1-0 승리를 기록하면서 사상 2번째 코파 데 라 레이나 우승을 차지했다. 2012년부터 2015년까지 프리메라 디비시온 페메니나에서 4회 연속 우승을 달성했으며 2012년부터 2013년까지 코파 데 라 레이나 2회 연속 우승을 달성했다.
2018-19 시즌에는 UEFA 여자 챔피언스리그에서 최초로 결승전에 올랐으나 올랭피크 리옹에게 1-4로 패배했다.
2020-21 시즌에는 34전 33승 0무 1패 167득점 15실점 승점 99점으로 압도적인 전력차로 2019-20 시즌에 이어 리그 2연패를 기록했다. 또한 2021년 5월 16일에 스웨덴 예테보리에서 열린 UEFA 여자 챔피언스리그 결승전에서 첼시를 상대로 4-0 완승을 거두며 구단 역사상 첫 유럽대항전 우승을 차지했다. 이어서 5월 30일에 열린 코파 데 라 레이나 결승에서 레반테를 만나 4-2로 승리하며 8번째 우승을 차지하며 스페인 여자 축구 사상 첫 트레블을 달성했으며 유럽 여자축구에서 5번째의 기록이다. 또한 남자팀이 2008-09, 2014-15 시즌에 이룬 트레블과 더불어 여성팀까지 트레블을 기록하며 FC 바르셀로나는 전례없는 기록을 작성했다.

## 성적

### 국내
- 프리메라 디비시온 (10회): 
 2011–12, 2012–13, 2013–14, 2014–15, 2019–20, 2020–21, 2021–22, 2022-23, 2023-24, 2024-25
- 코파 데 라 레이나 (10회): 
 1994, 2011, 2013, 2014, 2017, 2018, 2020, 2021, 2022, 2024
- 수페르코파 데 에스파냐 (4회): 
 2020, 2022, 2023, 2024
- 코파 카탈루냐 (10회): 
 2009, 2010, 2011, 2012, 2014, 2015, 2016, 2017, 2018, 2019

### 국제
- UEFA 여자 챔피언스리그
  - 우승: 2020–21, 2022-23, 2023-24
  - 준우승: 2018–19, 2021-22

### 친선
- COTIF: 2014